# Ephedrus mirabilis
Ephedrus mirabilis är en stekelart som beskrevs av Timon-david 1944. Ephedrus mirabilis ingår i släktet Ephedrus och familjen bracksteklar. Inga underarter finns listade i Catalogue of Life.